# Liste des chapelles de la Meuse
La liste des chapelles de la Meuse présente les chapelles de culte catholique situées sur le territoire des communes du départements français de la Meuse.
Il est fait état des diverses protections dont elles peuvent bénéficier, et notamment les inscriptions et classements au titre des monuments historiques.
Toutes sont situées dans le diocèse de Verdun.

## Liste
| Chapelle                                                                 | Commune                      | Adresse | Coordonnées                      | Notice         | Protection | Date | Illustration                                                             |
| ------------------------------------------------------------------------ | ---------------------------- | ------- | -------------------------------- | -------------- | ---------- | ---- | ------------------------------------------------------------------------ |
| Chapelle Sainte-Anne d'Amanty                                            | Amanty                       |         | 48° 31′ 11″ nord, 5° 36′ 44″ est |                |            |      | Chapelle Sainte-Anne d'Amanty                                            |
| Chapelle du cimetière d'Ambly-sur-Meuse                                  | Ambly-sur-Meuse              |         | 49° 01′ 14″ nord, 5° 26′ 20″ est |                |            |      | Chapelle du cimetière d'Ambly-sur-Meuse                                  |
| Chapelle Saint-Marcel d'Ancemont                                         | Ancemont                     |         | 49° 04′ 25″ nord, 5° 22′ 28″ est |                |            |      | Chapelle Saint-Marcel d'Ancemont                                         |
| Chapelle des Monts d'Avioth                                              | Avioth                       |         | 49° 34′ 00″ nord, 5° 23′ 29″ est | « PA00106459 » | Classé MH  | 1862 | Chapelle des Monts d'Avioth                                              |
| Chapelle des Vieux-Métiers d'Azannes                                     | Azannes-et-Soumazannes       |         | 49° 18′ 43″ nord, 5° 28′ 25″ est |                |            |      | Chapelle des Vieux-Métiers d'Azannes                                     |
| Chapelle Sainte-Croix de Bar-le-Duc                                      | Bar-le-Duc                   |         | 48° 46′ 19″ nord, 5° 09′ 40″ est |                |            |      | Chapelle Sainte-Croix de Bar-le-Duc                                      |
| Chapelle du monastère Saint-Dominique de Bar-le-Duc                      | Bar-le-Duc                   |         | 48° 46′ 18″ nord, 5° 09′ 27″ est |                |            |      | Chapelle du monastère Saint-Dominique de Bar-le-Duc                      |
| Chapelle du lycée Poincaré de Bar-le-Duc                                 | Bar-le-Duc                   |         | 48° 46′ 43″ nord, 5° 09′ 32″ est |                |            |      | Chapelle du lycée Poincaré de Bar-le-Duc                                 |
| Chapelle et oratoire Saint-Joseph-du-Chêne du Petit-Juré                 | Bar-le-Duc                   |         | 48° 45′ 58″ nord, 5° 07′ 46″ est |                |            |      | Chapelle et oratoire Saint-Joseph-du-Chêne du Petit-Juré                 |
| Chapelle Notre-Dame-de-la-Paix de Bar-le-Duc                             | Bar-le-Duc                   |         | 48° 46′ 31″ nord, 5° 09′ 39″ est |                |            |      | Chapelle Notre-Dame-de-la-Paix de Bar-le-Duc                             |
| Chapelle Notre-Dame-de-Lourdes de Bar-le-Duc                             | Bar-le-Duc                   |         | 48° 46′ 54″ nord, 5° 08′ 59″ est |                |            |      | Chapelle Notre-Dame-de-Lourdes de Bar-le-Duc                             |
| Chapelle Notre-Dame-de-Délivrance de Baâlon                              | Baâlon                       |         | 49° 29′ 31″ nord, 5° 13′ 58″ est |                |            |      | Chapelle Notre-Dame-de-Délivrance de Baâlon                              |
| Chapelle Saint-Rouin de Beaulieu-en-Argonne                              | Beaulieu-en-Argonne          |         | 49° 02′ 10″ nord, 5° 01′ 55″ est |                |            |      | Chapelle Saint-Rouin de Beaulieu-en-Argonne                              |
| Chapelle Saint-Maurice de Beaumont-en-Verdunois                          | Beaumont-en-Verdunois        |         | 49° 15′ 31″ nord, 5° 24′ 26″ est | « PA55000052 » | Inscrit MH | 2021 | Chapelle Saint-Maurice de Beaumont-en-Verdunois                          |
| Chapelle Sainte-Geneviève de Belrain                                     | Belrain                      |         | 48° 52′ 09″ nord, 5° 18′ 43″ est |                |            |      | Chapelle Sainte-Geneviève de Belrain                                     |
| Chapelle Saint-Gilles de Bezonvaux                                       | Bezonvaux                    |         | 49° 14′ 12″ nord, 5° 28′ 04″ est | « PA55000053 » | Inscrit MH | 2021 | Chapelle Saint-Gilles de Bezonvaux                                       |
| Chapelle Notre-Dame de Billy-sous-Mangiennes                             | Billy-sous-Mangiennes        |         | 49° 19′ 48″ nord, 5° 35′ 10″ est |                |            |      | Chapelle Notre-Dame de Billy-sous-Mangiennes                             |
| Chapelle Sainte-Barbe de Bouligny                                        | Bouligny                     |         | 49° 17′ 27″ nord, 5° 43′ 40″ est |                |            |      | Chapelle Sainte-Barbe de Bouligny                                        |
| Chapelle Sainte-Jeanne-d'Arc de Bouligny                                 | Bouligny                     |         | 49° 18′ 29″ nord, 5° 45′ 43″ est |                |            |      | Chapelle Sainte-Jeanne-d'Arc de Bouligny                                 |
| Chapelle de la résidence des Prémontrés de Brieulles-sur-Meuse           | Brieulles-sur-Meuse          |         | 49° 20′ 10″ nord, 5° 11′ 02″ est |                |            |      | Chapelle de la résidence des Prémontrés de Brieulles-sur-Meuse           |
| Chapelle Saint-Pierre de Brouennes                                       | Brouennes                    |         | 49° 31′ 43″ nord, 5° 14′ 51″ est |                |            |      | Chapelle Saint-Pierre de Brouennes                                       |
| Chapelle Sainte-Libaire de Burey-en-Vaux                                 | Burey-en-Vaux                |         | 48° 33′ 16″ nord, 5° 40′ 03″ est |                |            |      | Image manquante Téléverser                                               |
| Chapelle des Bures de Buxières-sous-les-Côtes                            | Buxières-sous-les-Côtes      |         | 48° 55′ 13″ nord, 5° 40′ 24″ est |                |            |      | Chapelle des Bures de Buxières-sous-les-Côtes                            |
| Chapelle Notre-Dame de Buzy-Darmont                                      | Buzy-Darmont                 |         | 49° 10′ 21″ nord, 5° 42′ 20″ est |                |            |      | Chapelle Notre-Dame de Buzy-Darmont                                      |
| Chapelle de la Vierge-de-l'Orme de Champ                                 | Champneuville                |         | 49° 13′ 50″ nord, 5° 18′ 32″ est |                |            |      | Chapelle de la Vierge-de-l'Orme de Champ                                 |
| Chapelle Notre-Dame-des-Affligés de Champougny                           | Champougny                   |         | 48° 32′ 47″ nord, 5° 41′ 39″ est |                |            |      | Chapelle Notre-Dame-des-Affligés de Champougny                           |
| Chapelle Notre-Dame-de-la-Libération de Chauvency-le-Château             | Chauvency-le-Château         |         | 49° 31′ 20″ nord, 5° 18′ 14″ est |                |            |      | Chapelle Notre-Dame-de-la-Libération de Chauvency-le-Château             |
| Chapelle de Morville                                                     | Chonville-Malaumont          |         | 48° 46′ 09″ nord, 5° 28′ 42″ est |                |            |      | Image manquante Téléverser                                               |
| Chapelle Sainte-Anne de Sainte-Anne (Meuse)                              | Clermont-en-Argonne          |         | 49° 06′ 08″ nord, 5° 04′ 03″ est |                |            |      | Image manquante Téléverser                                               |
| Chapelle du centre social des Islettes                                   | Clermont-en-Argonne          |         | 49° 07′ 17″ nord, 5° 02′ 17″ est |                |            |      | Chapelle du centre social des Islettes                                   |
| Chapelle de l'hospice Sainte-Marie de Clermont-en-Argonne                | Clermont-en-Argonne          |         | 49° 06′ 21″ nord, 5° 04′ 20″ est |                |            |      | Chapelle de l'hospice Sainte-Marie de Clermont-en-Argonne                |
| Chapelle de l'institution Jeanne-d'Arc                                   | Commercy                     |         | 48° 45′ 37″ nord, 5° 35′ 22″ est |                |            |      | Chapelle de l'institution Jeanne-d'Arc                                   |
| Chapelle de l'hôpital Saint-Charles                                      | Commercy                     |         | 48° 45′ 40″ nord, 5° 35′ 17″ est |                |            |      | Chapelle de l'hôpital Saint-Charles                                      |
| Chapelle funéraire de la marquise de Carcano                             | Commercy                     |         | 48° 45′ 35″ nord, 5° 34′ 57″ est |                |            |      | Chapelle funéraire de la marquise de Carcano                             |
| Chapelle Sainte-Geneviève de Culey                                       | Culey                        |         | 48° 47′ 00″ nord, 5° 15′ 51″ est |                |            |      | Image manquante Téléverser                                               |
| Chapelle Saint-Remi de Cumières-le-Mort-Homme                            | Cumières-le-Mort-Homme       |         | 49° 13′ 53″ nord, 5° 16′ 51″ est | « PA55000054 » | Inscrit MH | 2021 | Chapelle Saint-Remi de Cumières-le-Mort-Homme                            |
| Chapelle Notre-Dame-de-Pitié de Chécourt                                 | Dainville-Bertheléville      |         | 48° 26′ 33″ nord, 5° 31′ 36″ est |                |            |      | Chapelle Notre-Dame-de-Pitié de Chécourt                                 |
| Chapelle Saint-Hubert de Gibercy                                         | Damvillers                   |         | 49° 19′ 16″ nord, 5° 24′ 26″ est | « IA00049130 » |            |      | Chapelle Saint-Hubert de Gibercy                                         |
| Chapelle Notre-Dame-de-Lourdes de Delut                                  | Delut                        |         | 49° 24′ 31″ nord, 5° 25′ 59″ est |                |            |      | Chapelle Notre-Dame-de-Lourdes de Delut                                  |
| Chapelle Notre-Dame-de-Bon-Secours de Dombras                            | Dombras                      |         | 49° 23′ 41″ nord, 5° 27′ 19″ est |                |            |      | Chapelle Notre-Dame-de-Bon-Secours de Dombras                            |
| Chapelle Saint-Hilaire de Douaumont                                      | Douaumont                    |         | 49° 13′ 12″ nord, 5° 25′ 53″ est | « PA55000055 » | Inscrit MH | 2021 | Chapelle Saint-Hilaire de Douaumont                                      |
| Chapelle souterraine du Fort de Douaumont                                | Douaumont                    |         | à géolocaliser                   |                |            |      | Image manquante Téléverser                                               |
| Ancienne chapelle Saints-Pierre-et-Paul de Dugny-sur-Meuse               | Dugny-sur-Meuse              |         | 49° 07′ 56″ nord, 5° 22′ 24″ est |                |            |      | Ancienne chapelle Saints-Pierre-et-Paul de Dugny-sur-Meuse               |
| Chapelle Saint-Charles de Dun-sur-Meuse                                  | Dun-sur-Meuse                |         | 49° 23′ 06″ nord, 5° 10′ 57″ est |                |            |      | Image manquante Téléverser                                               |
| Chapelle de l'hôpital de Fains-les-Sources                               | Fains-Véel                   |         | 48° 47′ 24″ nord, 5° 07′ 42″ est |                |            |      | Chapelle de l'hôpital de Fains-les-Sources                               |
| Chapelle Saint-Léger de Flassigny                                        | Flassigny                    |         | 49° 28′ 17″ nord, 5° 26′ 31″ est |                |            |      | Chapelle Saint-Léger de Flassigny                                        |
| Chapelle Notre-Dame-de-l'Europe de Fleury-devant-Douaumont               | Fleury-devant-Douaumont      |         | 49° 11′ 52″ nord, 5° 25′ 40″ est | « PA55000057 » | Inscrit MH | 2021 | Chapelle Notre-Dame-de-l'Europe de Fleury-devant-Douaumont               |
| Chapelle Saint-Clair de Fontaines-Saint-Clair                            | Fontaines-Saint-Clair        |         | 49° 22′ 14″ nord, 5° 14′ 13″ est |                |            |      | Chapelle Saint-Clair de Fontaines-Saint-Clair                            |
| Chapelle de Jévaux                                                       | Geville                      |         | 48° 46′ 06″ nord, 5° 39′ 44″ est |                |            |      | Chapelle de Jévaux                                                       |
| Chapelle de Hannonville-sous-les-Côtes                                   | Hannonville-sous-les-Côtes   |         | 49° 02′ 27″ nord, 5° 39′ 22″ est |                |            |      | Chapelle de Hannonville-sous-les-Côtes                                   |
| Chapelle Saint-Nicolas de Haumont-près-Samogneux                         | Haumont-près-Samogneux       |         | 49° 16′ 21″ nord, 5° 21′ 06″ est | « PA55000058 » | Inscrit MH | 2021 | Chapelle Saint-Nicolas de Haumont-près-Samogneux                         |
| Chapelle Notre-Dame-de-Lourdes d'Heudicourt-sous-les-Côtes               | Heudicourt-sous-les-Côtes    |         | 48° 56′ 08″ nord, 5° 41′ 45″ est |                |            |      | Chapelle Notre-Dame-de-Lourdes d'Heudicourt-sous-les-Côtes               |
| Chapelle Notre-Dame-de-la-Consolation de Houdelaincourt                  | Houdelaincourt               |         | à géolocaliser                   |                |            |      | Chapelle Notre-Dame-de-la-Consolation de Houdelaincourt                  |
| Chapelle Notre-Dame-de-la-Prairie de Jametz                              | Jametz                       |         | 49° 25′ 36″ nord, 5° 22′ 40″ est | « IA00065060 » |            |      | Chapelle Notre-Dame-de-la-Prairie de Jametz                              |
| Chapelle Notre-Dame-et-Saint-Étienne de Jametz                           | Jametz                       |         | à géolocaliser                   |                |            |      | Chapelle Notre-Dame-et-Saint-Étienne de Jametz                           |
| Chapelle du cimetière de Lisle-en-Rigault                                | L'Isle-en-Rigault            |         | 48° 42′ 52″ nord, 5° 03′ 12″ est |                |            |      | Chapelle du cimetière de Lisle-en-Rigault                                |
| Chapelle Notre-Dame-des-Bons-Malades de Lacroix-sur-Meuse                | Lacroix-sur-Meuse            |         | 48° 58′ 00″ nord, 5° 30′ 53″ est |                |            |      | Chapelle Notre-Dame-des-Bons-Malades de Lacroix-sur-Meuse                |
| Chapelle Notre-Dame-de-Bon-Secours de Lamouilly                          | Lamouilly                    |         | 49° 32′ 48″ nord, 5° 14′ 26″ est |                |            |      | Chapelle Notre-Dame-de-Bon-Secours de Lamouilly                          |
| Chapelle Saint-Jean de l'hôpital de Condé-en-Barrois                     | Les Hauts-de-Chée            |         | 48° 52′ 04″ nord, 5° 10′ 03″ est |                |            |      | Chapelle Saint-Jean de l'hôpital de Condé-en-Barrois                     |
| Chapelle Notre-Dame-de-la-Vallée des Islettes                            | Les Islettes                 |         | 49° 06′ 40″ nord, 5° 00′ 10″ est |                |            |      | Chapelle Notre-Dame-de-la-Vallée des Islettes                            |
| Chapelle de la Tour du Petit-Monthairon                                  | Les Monthairons              |         | 49° 03′ 32″ nord, 5° 24′ 33″ est | « PA55000003 » | Inscrit MH | 1996 | Chapelle de la Tour du Petit-Monthairon                                  |
| Chapelle seigneuriale du Petit-Monthairon                                | Les Monthairons              |         | 49° 03′ 40″ nord, 5° 24′ 31″ est | « PA55000003 » | Inscrit MH | 1996 | Chapelle seigneuriale du Petit-Monthairon                                |
| Chapelle Notre-Dame de Refroicourt                                       | Les Paroches                 |         | 48° 54′ 49″ nord, 5° 30′ 17″ est |                |            |      | Chapelle Notre-Dame de Refroicourt                                       |
| Chapelle de l'hospice de Ligny-en-Barrois                                | Ligny-en-Barrois             |         | à géolocaliser                   |                |            |      | Image manquante Téléverser                                               |
| Chapelle Notre-Dame-de-Bon-Secours de Liny-devant-Dun                    | Liny-devant-Dun              |         | 49° 21′ 17″ nord, 5° 12′ 02″ est |                |            |      | Chapelle Notre-Dame-de-Bon-Secours de Liny-devant-Dun                    |
| Chapelle Saint-Lié de Liny-devant-Dun                                    | Liny-devant-Dun              |         | 49° 21′ 06″ nord, 5° 13′ 27″ est |                |            |      | Chapelle Saint-Lié de Liny-devant-Dun                                    |
| Chapelle du cimetière allemand de Lissey                                 | Lissey                       |         | 49° 23′ 20″ nord, 5° 22′ 22″ est |                |            |      | Chapelle du cimetière allemand de Lissey                                 |
| Chapelle du cimetière de Louppy-le-Château                               | Louppy-le-Château            |         | 48° 51′ 53″ nord, 5° 04′ 52″ est |                |            |      | Chapelle du cimetière de Louppy-le-Château                               |
| Chapelle Sainte-Anne de Louppy-le-Château                                | Louppy-le-Château            |         | 48° 52′ 15″ nord, 5° 04′ 57″ est |                |            |      | Chapelle Sainte-Anne de Louppy-le-Château                                |
| Chapelle Sainte-Madeleine de Louppy-sur-Loison                           | Louppy-sur-Loison            |         | 49° 26′ 50″ nord, 5° 21′ 01″ est |                |            |      | Chapelle Sainte-Madeleine de Louppy-sur-Loison                           |
| Chapelle Saint-Pierre-ès-Liens de Louvemont-Côte-du-Poivre               | Louvemont-Côte-du-Poivre     |         | 49° 14′ 17″ nord, 5° 23′ 54″ est | « PA55000059 » | Inscrit MH | 2021 | Chapelle Saint-Pierre-ès-Liens de Louvemont-Côte-du-Poivre               |
| Chapelle Notre-Dame-de-la-Route de Luzy-Saint-Martin                     | Luzy-Saint-Martin            |         | 49° 31′ 47″ nord, 5° 09′ 27″ est |                |            |      | Chapelle Notre-Dame-de-la-Route de Luzy-Saint-Martin                     |
| Chapelle Sainte-Marie, dite Notre-Dame-des-Neiges de Côte Sainte-Marie   | Maizey                       |         | 48° 54′ 43″ nord, 5° 32′ 21″ est |                |            |      | Image manquante Téléverser                                               |
| Chapelle Saint-Nicolas de Pontheville de Maizey                          | Maizey                       |         | 48° 55′ 36″ nord, 5° 31′ 25″ est |                |            |      | Chapelle Saint-Nicolas de Pontheville de Maizey                          |
| Chapelle Saint-Hubert de Mangiennes                                      | Mangiennes                   |         | 49° 21′ 23″ nord, 5° 31′ 22″ est |                |            |      | Chapelle Saint-Hubert de Mangiennes                                      |
| Chapelle Saint-Hilaire de Marville                                       | Marville                     |         | 49° 27′ 30″ nord, 5° 27′ 01″ est | « IA00065150 » |            |      | Chapelle Saint-Hilaire de Marville                                       |
| Chapelle de l'hospice Saint-Bernard                                      | Marville                     |         | 49° 27′ 05″ nord, 5° 27′ 23″ est |                |            |      | Chapelle de l'hospice Saint-Bernard                                      |
| Chapelle Notre-Dame-de-Bonne-Espérance de Mauvages                       | Mauvages                     |         | 48° 35′ 37″ nord, 5° 33′ 35″ est |                |            |      | Chapelle Notre-Dame-de-Bonne-Espérance de Mauvages                       |
| Chapelle Notre-Dame-de-Grâce de Maxey-sur-Vaise                          | Maxey-sur-Vaise              |         | 48° 32′ 07″ nord, 5° 40′ 07″ est |                |            |      | Chapelle Notre-Dame-de-Grâce de Maxey-sur-Vaise                          |
| Chapelle de Merles-sur-Loison                                            | Merles-sur-Loison            |         | 49° 22′ 35″ nord, 5° 28′ 38″ est |                |            |      | Chapelle de Merles-sur-Loison                                            |
| Chapelle Saint-Maur de Flabas                                            | Moirey-Flabas-Crépion        |         | à géolocaliser                   |                |            |      | Chapelle Saint-Maur de Flabas                                            |
| Chapelle Notre-Dame-des-Enfants de Mont-devant-Sassey                    | Mont-devant-Sassey           |         | 49° 24′ 49″ nord, 5° 10′ 04″ est |                |            |      | Chapelle Notre-Dame-des-Enfants de Mont-devant-Sassey                    |
| Chapelle des Malades de Fayel                                            | Montfaucon-d'Argonne         |         | 49° 16′ 09″ nord, 5° 09′ 05″ est |                |            |      | Chapelle des Malades de Fayel                                            |
| Chapelle Saint-Nicaise d'Écurey                                          | Montiers-sur-Saulx           |         | 48° 33′ 23″ nord, 5° 16′ 04″ est |                |            |      | Image manquante Téléverser                                               |
| Chapelle Saint-Sébastien de Montiers-sur-Saulx                           | Montiers-sur-Saulx           |         | 48° 32′ 06″ nord, 5° 15′ 56″ est |                |            |      | Image manquante Téléverser                                               |
| Chapelle de la Croix de Montmédy                                         | Montmédy                     |         | à géolocaliser                   |                |            |      | Chapelle de la Croix de Montmédy                                         |
| Chapelle de Malandry de Montmédy                                         | Montmédy                     |         | 49° 31′ 04″ nord, 5° 21′ 42″ est |                |            |      | Chapelle de Malandry de Montmédy                                         |
| Chapelle Saint-Nicolas de Fresnois                                       | Montmédy                     |         | 49° 31′ 56″ nord, 5° 23′ 25″ est |                |            |      | Chapelle Saint-Nicolas de Fresnois                                       |
| Chapelle Saint-Jean-Baptiste de Nettancourt                              | Nettancourt                  |         | 48° 52′ 30″ nord, 4° 56′ 33″ est |                |            |      | Image manquante Téléverser                                               |
| Chapelle Sainte-Anne de Neuville-en-Verdunois                            | Neuville-en-Verdunois        |         | 48° 56′ 39″ nord, 5° 18′ 48″ est |                |            |      | Chapelle Sainte-Anne de Neuville-en-Verdunois                            |
| Chapelle Saint-Hubert de Nouillonpont                                    | Nouillonpont                 |         | 49° 21′ 29″ nord, 5° 38′ 26″ est |                |            |      | Chapelle Saint-Hubert de Nouillonpont                                    |
| Chapelle Notre-Dame-du-Val de Noyers-Auzécourt                           | Noyers-Auzécourt             |         | 48° 52′ 37″ nord, 4° 57′ 28″ est | « PA55000020 » | Inscrit MH | 1999 | Chapelle Notre-Dame-du-Val de Noyers-Auzécourt                           |
| Chapelle Saint-Michel d'Ornes                                            | Ornes                        |         | 49° 15′ 07″ nord, 5° 28′ 11″ est | « PA55000060 » | Inscrit MH | 2021 | Chapelle Saint-Michel d'Ornes                                            |
| Chapelle Notre-Dame-des-Sept-Douleurs de Pagny-la-Blanche-Côte           | Pagny-la-Blanche-Côte        |         | 48° 32′ 32″ nord, 5° 43′ 16″ est | « IA00121105 » |            |      | Chapelle Notre-Dame-des-Sept-Douleurs de Pagny-la-Blanche-Côte           |
| Chapelle de Massey                                                       | Pagny-sur-Meuse              |         | 48° 39′ 48″ nord, 5° 43′ 30″ est |                |            |      | Chapelle de Massey                                                       |
| Chapelle Saint-Christophe de Reffroy                                     | Reffroy                      |         | à géolocaliser                   |                |            |      | Chapelle Saint-Christophe de Reffroy                                     |
| Chapelle Saint-Louvent de Rembercourt-Sommaisne                          | Rembercourt-Sommaisne        |         | 48° 55′ 26″ nord, 5° 10′ 20″ est |                |            |      | Chapelle Saint-Louvent de Rembercourt-Sommaisne                          |
| Chapelle Notre-Dame-de-Grâce de Revigny-sur-Ornain                       | Revigny-sur-Ornain           |         | 48° 48′ 54″ nord, 4° 59′ 35″ est |                |            |      | Chapelle Notre-Dame-de-Grâce de Revigny-sur-Ornain                       |
| Chapelle du cimetière de Revigny-sur-Ornain                              | Revigny-sur-Ornain           |         | 48° 50′ 05″ nord, 4° 59′ 05″ est |                |            |      | Chapelle du cimetière de Revigny-sur-Ornain                              |
| Chapelle Saint-Fiacre de Bois de Saint-Fiacre                            | Rigny-Saint-Martin           |         | 48° 36′ 49″ nord, 5° 47′ 50″ est |                |            |      | Image manquante Téléverser                                               |
| Chapelle du cimetière américain Meuse-Argonne de Romagne-sous-Montfaucon | Romagne-sous-Montfaucon      |         | 49° 19′ 50″ nord, 5° 05′ 38″ est |                |            |      | Chapelle du cimetière américain Meuse-Argonne de Romagne-sous-Montfaucon |
| Chapelle du cimetière militaire allemand de Romagne-sous-Montfaucon      | Romagne-sous-Montfaucon      |         | 49° 20′ 03″ nord, 5° 04′ 55″ est |                |            |      | Chapelle du cimetière militaire allemand de Romagne-sous-Montfaucon      |
| Chapelle de la base aérienne de Rouvres-en-Woëvre                        | Rouvres-en-Woëvre            |         | 49° 13′ 43″ nord, 5° 41′ 08″ est |                |            |      | Image manquante Téléverser                                               |
| Chapelle de Butgnéville                                                  | Saint-Hilaire-en-Woëvre      |         | 49° 05′ 16″ nord, 5° 43′ 29″ est |                |            |      | Chapelle de Butgnéville                                                  |
| Chapelle Saint-Hubert de Wadonville-en-Woëvre                            | Saint-Hilaire-en-Woëvre      |         | à géolocaliser                   |                |            |      | Chapelle Saint-Hubert de Wadonville-en-Woëvre                            |
| Chapelle Notre-Dame-de-Bon-Secours de Saint-Laurent-sur-Othain           | Saint-Laurent-sur-Othain     |         | 49° 23′ 57″ nord, 5° 31′ 02″ est |                |            |      | Chapelle Notre-Dame-de-Bon-Secours de Saint-Laurent-sur-Othain           |
| Chapelle Notre-Dame-du-Luxembourg de Saint-Laurent-sur-Othain            | Saint-Laurent-sur-Othain     |         | à géolocaliser                   |                |            |      | Chapelle Notre-Dame-du-Luxembourg de Saint-Laurent-sur-Othain            |
| Chapelle Sainte-Geneviève du Chevalet                                    | Saint-Maurice-sous-les-Côtes |         | 49° 00′ 33″ nord, 5° 40′ 29″ est |                |            |      | Chapelle Sainte-Geneviève du Chevalet                                    |
| Chapelle Sainte-Croix de Saint-Mihiel                                    | Saint-Mihiel                 |         | 48° 53′ 51″ nord, 5° 32′ 01″ est |                |            |      | Chapelle Sainte-Croix de Saint-Mihiel                                    |
| Chapelle de l'hôpital Sainte-Anne                                        | Saint-Mihiel                 |         | 48° 53′ 23″ nord, 5° 32′ 25″ est |                |            |      | Chapelle de l'hôpital Sainte-Anne                                        |
| Chapelle Notre-Dame-des-Prés de Saint-Mihiel                             | Saint-Mihiel                 |         | 48° 53′ 37″ nord, 5° 33′ 45″ est |                |            |      | Image manquante Téléverser                                               |
| Chapelle Sainte-Agathe de Saint-Mihiel                                   | Saint-Mihiel                 |         | à géolocaliser                   |                |            |      | Image manquante Téléverser                                               |
| Chapelle Sainte-Lucie de Sampigny                                        | Sampigny                     |         | 48° 48′ 55″ nord, 5° 30′ 33″ est |                |            |      | Chapelle Sainte-Lucie de Sampigny                                        |
| Chapelle Saint-Pierre-et-Sainte-Lucie de Sampigny                        | Sampigny                     |         | 48° 48′ 44″ nord, 5° 30′ 12″ est |                |            |      | Chapelle Saint-Pierre-et-Sainte-Lucie de Sampigny                        |
| Chapelle Notre-Dame-de-la-Salette de Sassey-sur-Meuse                    | Sassey-sur-Meuse             |         | à géolocaliser                   |                |            |      | Chapelle Notre-Dame-de-la-Salette de Sassey-sur-Meuse                    |
| Chapelle de Moncourt                                                     | Sauvigny                     |         | 48° 28′ 49″ nord, 5° 44′ 47″ est | « IA00121144 » |            |      | Chapelle de Moncourt                                                     |
| Chapelle du Vieux-Astre                                                  | Sepvigny                     |         | 48° 33′ 47″ nord, 5° 41′ 14″ est | « PA00106631 » | Classé MH  | 1910 | Chapelle du Vieux-Astre                                                  |
| Chapelle Notre-Dame de Menoncourt                                        | Seuil-d'Argonne              |         | 48° 58′ 51″ nord, 5° 05′ 11″ est |                |            |      | Chapelle Notre-Dame de Menoncourt                                        |
| Chapelle Saint-Pantaléon du Vauxil-de-la-Gouyotte                        | Sivry-sur-Meuse              |         | 49° 19′ 24″ nord, 5° 17′ 54″ est |                |            |      | Image manquante Téléverser                                               |
| Chapelle Saint-Lambert de Cervisy                                        | Stenay                       |         | 49° 30′ 38″ nord, 5° 11′ 01″ est | « PA00106704 » | Inscrit MH | 1991 | Image manquante Téléverser                                               |
| Chapelle du Sacré-Cœur de Stenay                                         | Stenay                       |         | 49° 29′ 25″ nord, 5° 11′ 39″ est |                |            |      | Chapelle du Sacré-Cœur de Stenay                                         |
| Chapelle de l'ancien hospice Saint-Antoine de Stenay                     | Stenay                       |         | 49° 29′ 28″ nord, 5° 11′ 09″ est |                |            |      | Chapelle de l'ancien hospice Saint-Antoine de Stenay                     |
| Chapelle du château de Bronelle de Stenay                                | Stenay                       |         | 49° 30′ 37″ nord, 5° 13′ 38″ est |                |            |      | Chapelle du château de Bronelle de Stenay                                |
| Chapelle de l'hôpital de Stenay                                          | Stenay                       |         | à géolocaliser                   |                |            |      | Image manquante Téléverser                                               |
| Chapelle Saint-Donat de Thonne-le-Thil                                   | Thonne-le-Thil               |         | 49° 33′ 41″ nord, 5° 19′ 49″ est |                |            |      | Chapelle Saint-Donat de Thonne-le-Thil                                   |
| Chapelle Notre-Dame de Palameix                                          | Troyon                       |         | 49° 00′ 10″ nord, 5° 31′ 44″ est |                |            |      | Chapelle Notre-Dame de Palameix                                          |
| Chapelle Sainte-Anne de Troyon                                           | Troyon                       |         | à géolocaliser                   |                |            |      | Chapelle Sainte-Anne de Troyon                                           |
| Chapelle ouvrière de Laneuville                                          | Tréveray                     |         | 48° 35′ 45″ nord, 5° 24′ 12″ est |                |            |      | Chapelle ouvrière de Laneuville                                          |
| Chapelle de la maison de retraite de Varennes-en-Argonne                 | Varennes-en-Argonne          |         | à géolocaliser                   |                |            |      | Chapelle de la maison de retraite de Varennes-en-Argonne                 |
| Chapelle castrale de Vaucouleurs                                         | Vaucouleurs                  |         | 48° 36′ 08″ nord, 5° 39′ 52″ est |                |            |      | Chapelle castrale de Vaucouleurs                                         |
| Chapelle Sainte-Anne de Vaudoncourt                                      | Vaudoncourt                  |         | 49° 19′ 09″ nord, 5° 38′ 48″ est |                |            |      | Chapelle Sainte-Anne de Vaudoncourt                                      |
| Chapelle Saint-Philippe-et-Saint-Jacques de Vaux-devant-Damloup          | Vaux-devant-Damloup          |         | 49° 12′ 37″ nord, 5° 28′ 14″ est | « PA55000056 » | Inscrit MH | 2021 | Chapelle Saint-Philippe-et-Saint-Jacques de Vaux-devant-Damloup          |
| Chapelle du collège Buvignier                                            | Verdun                       |         | 49° 09′ 44″ nord, 5° 23′ 05″ est | « PA00106658 » | Classé MH  | 1921 | Chapelle du collège Buvignier                                            |
| Chapelle de l'Institution Saint-Joseph                                   | Verdun                       |         | 49° 09′ 37″ nord, 5° 22′ 50″ est | « PA55000037 » | Inscrit MH | 2003 | Chapelle de l'Institution Saint-Joseph                                   |
| Chapelle de la maison de retraite Saint-Joseph de Verdun                 | Verdun                       |         | à géolocaliser                   |                |            |      | Chapelle de la maison de retraite Saint-Joseph de Verdun                 |
| Chapelle de l'hospice Sainte-Catherine de Verdun                         | Verdun                       |         | à géolocaliser                   |                |            |      | Chapelle de l'hospice Sainte-Catherine de Verdun                         |
| Chapelle du Petit Séminaire de Glorieux                                  | Verdun                       |         | à géolocaliser                   |                |            |      | Image manquante Téléverser                                               |
| Chapelle du couvent du Carmel de Verdun                                  | Verdun                       |         | à géolocaliser                   |                |            |      | Chapelle du couvent du Carmel de Verdun                                  |
| Chapelle Sainte-Anne de Dieu-du-Trice                                    | Verdun                       |         | 49° 09′ 10″ nord, 5° 23′ 09″ est |                |            |      | Chapelle Sainte-Anne de Dieu-du-Trice                                    |
| Chapelle du collège Saint-Jean de Verdun                                 | Verdun                       |         | 49° 09′ 25″ nord, 5° 21′ 33″ est |                |            |      | Chapelle du collège Saint-Jean de Verdun                                 |
| Chapelle de Verneuil-Grand                                               | Verneuil-Grand               |         | 49° 31′ 36″ nord, 5° 24′ 37″ est |                |            |      | Chapelle de Verneuil-Grand                                               |
| Chapelle Notre-Dame-de-Bon-Secours de Verneuil-Grand                     | Verneuil-Grand               |         | 49° 31′ 34″ nord, 5° 25′ 26″ est |                |            |      | Chapelle Notre-Dame-de-Bon-Secours de Verneuil-Grand                     |
| Chapelle Saint-Jean de Villers-lès-Mangiennes                            | Villers-lès-Mangiennes       |         | 49° 22′ 00″ nord, 5° 30′ 09″ est |                |            |      | Chapelle Saint-Jean de Villers-lès-Mangiennes                            |
| Chapelle Sainte-Ernelle de Villécloye                                    | Villécloye                   |         | 49° 31′ 10″ nord, 5° 24′ 19″ est | « IA00065278 » |            |      | Chapelle Sainte-Ernelle de Villécloye                                    |
| Chapelle des Naufragés de Vilosnes                                       | Vilosnes-Haraumont           |         | 49° 19′ 44″ nord, 5° 14′ 03″ est |                |            |      | Chapelle des Naufragés de Vilosnes                                       |
| Chapelle de la maison de retraite Estienne-Dupré de Void                 | Void-Vacon                   |         | 48° 41′ 09″ nord, 5° 36′ 53″ est |                |            |      | Chapelle de la maison de retraite Estienne-Dupré de Void                 |
| Chapelle Notre-Dame-de-la-Salette de Véry                                | Véry                         |         | 49° 14′ 48″ nord, 5° 04′ 24″ est |                |            |      | Chapelle Notre-Dame-de-la-Salette de Véry                                |
| Chapelle Saint-Anne-de-Broyes d'Épiez-sur-Meuse                          | Épiez-sur-Meuse              |         | 48° 33′ 24″ nord, 5° 37′ 02″ est |                |            |      | Image manquante Téléverser                                               |
| Chapelle Saint-Nicolas d'Ivoiry                                          | Épinonville                  |         | 49° 16′ 33″ nord, 5° 05′ 51″ est |                |            |      | Chapelle Saint-Nicolas d'Ivoiry                                          |
| Chapelle de la maison de retraite Lataye d'Étain                         | Étain                        |         | 49° 12′ 58″ nord, 5° 38′ 12″ est |                |            |      | Chapelle de la maison de retraite Lataye d'Étain                         |